# 女瀬川
女瀬川（にょぜがわ）は、大阪府高槻市西部を流れる川。芥川の支流であり、淀川の2次支流。

## 流域
大阪府高槻市北部を流れる、芥川の支流であり、淀川の二次支流。高槻市奈佐原の山地に発し南流し、高槻市西部を貫流し津之江町三丁目と芝生町(しぼちょう)二丁目の境で芥川下流部右岸に注ぐ。下流域でJR京都線、阪急京都線、国道171号線といった大動脈が横切る。

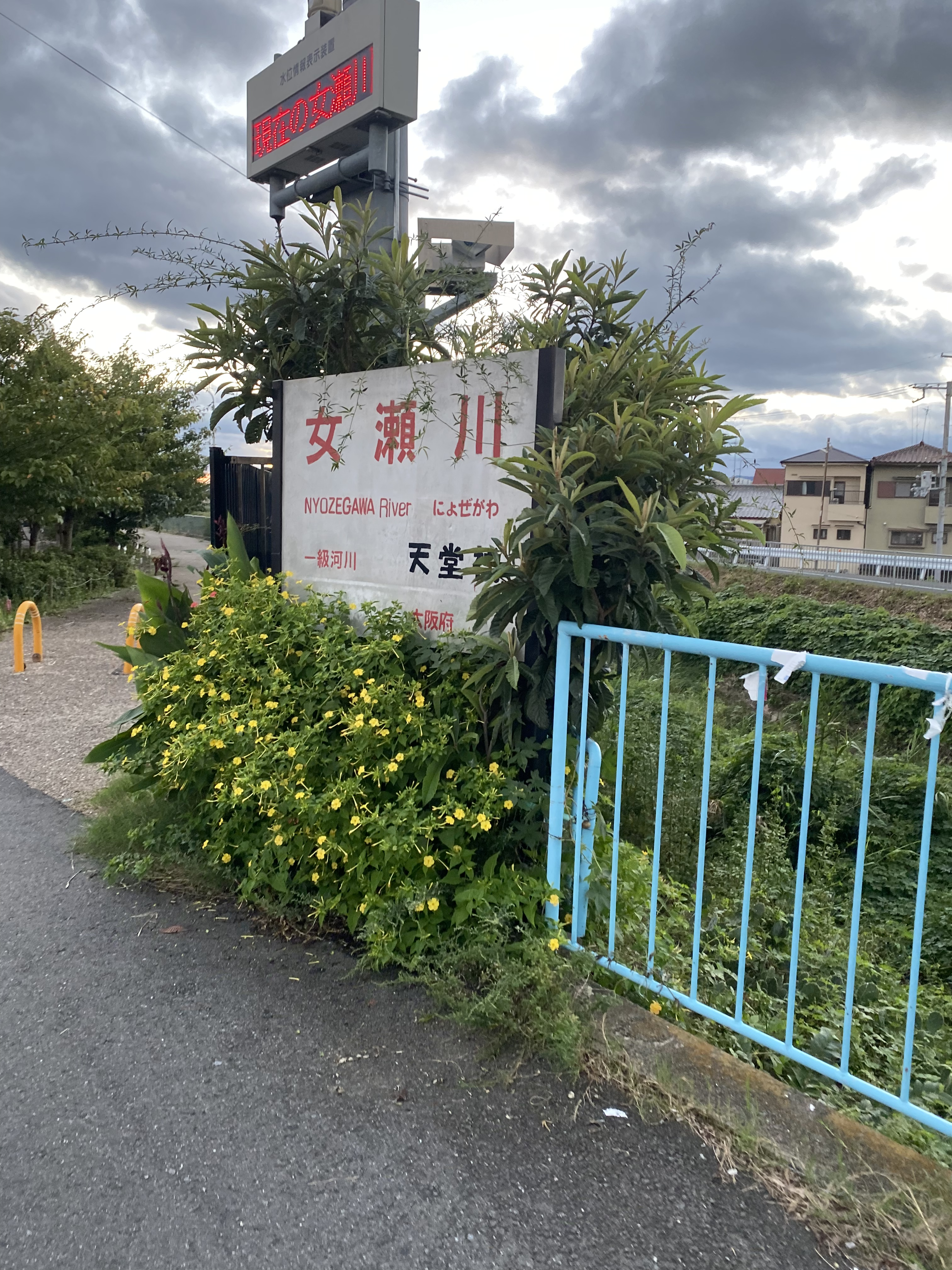
女瀬川沿いにある、河川名を示す看板と河川警報装置

## 名称

### 綴り
別綴には如是川とある。これは明治にできた新しい表記法で、旧来の表記法たる「女瀬川」の「女瀬（にょぜ）」と同じ音である仏教用語の如是我聞の「如是」をとったものである。

## 歴史
- 現在の女瀬川の両堤の地には、平安時代には京都の「女院領」に属していた。
- 女瀬川が文献に見え始めたのは1665年頃。
- 1967年（昭和42年）7月10日　 集中豪雨により女瀬川の堤防が決壊し、川沿いにある高槻市立如是小学校の校舎が浸水する。
- 1970年代　 今後の高槻市北西部の住宅開発に備えた流量確保のため西国街道から名神高速道路付近まで直線のバイパス流路が作られた。[2]

## 流域の自治体
大阪府高槻市のみ。